# Spiderweb Software
| 1995 | Exile I: Escape from the Pit  |
| 1996 | Exile II: Crystal Souls       |
| 1997 | Exile III: Ruined World       |
| 1997 | Blades of Exile               |
| 1998 | Nethergate                    |
| 1999 |                               |
| 2000 | Avernum                       |
| 2000 | Avernum 2                     |
| 2001 | Geneforge                     |
| 2002 | Avernum 3                     |
| 2003 | Geneforge 2                   |
| 2004 | Blades of Avernum             |
| 2005 | Geneforge 3                   |
| 2005 | Avernum 4                     |
| 2006 | Geneforge 4: Rebellion        |
| 2007 | Nethergate: Resurrection      |
| 2007 | Avernum 5                     |
| 2008 | Geneforge 5: Overthrow        |
| 2009 | Avernum 6                     |
| 2010 |                               |
| 2011 | Avadon: The Black Fortress    |
| 2011 | Avernum: Escape From the Pit  |
| 2012 |                               |
| 2013 | Avadon 2: The Corruption      |
| 2014 |                               |
| 2015 | Avernum 2: Crystal Souls      |
| 2016 | Avadon 3: The Warborn         |
| 2017 |                               |
| 2018 | Avernum 3: Ruined World       |
| 2019 | Queen's Wish: The Conqueror   |
| 2020 |                               |
| 2021 | Geneforge 1 - Mutagen         |
| 2022 | Queen's Wish 2: The Tormentor |
| 2023 |                               |
| 2024 | Geneforge 2 - Infestation     |

Spiderweb Software — частная компания из Сиэтла, США, разработчик компьютерных ролевых игр. Основана в 1994 году Джефом Вогелем. Как правило, сначала игры компании выпускаются на платформе Apple Macintosh и через несколько месяцев портируются на Microsoft Windows. В 2009 году первые три игры серии Geneforge были переведены в формат Universal для более быстрой работы на Apple Macintosh с процессорами Intel. В играх компании больший упор делается на сюжет и качество геймплея, чем на графику и звуковое сопровождение, что отчасти связано с бюджетными ограничениями независимых shareware-компаний, которой изначально и поныне является Spiderweb. Также продукты компании характеризуются необычно объемными бесплатными демоверсиями.

## Состав компании
- Джеф Вогель — президент, основатель, программист, разработчик
- Мэриан Кризсан — генеральный директор, техническая поддержка, тестирование, графический дизайн

## Игры
Компания стала известна благодаря своим компьютерным играм в жанре RPG:
- Состоящая из трёх частей серия Exile, ставшая культовой среди поклонников т. н. олдскульных RPG.
- Состоящая из шести частей серия Avernum. Первые три игры являлись ремейками серии «Exile», а последующие были логическим продолжением сюжета оригинальной серии. Несмотря на то, что игры были выпущены на совершенно новом движке, в графическом плане они по-прежнему значительно уступали мейнстримовым RPG своего времени.
- Игры Blades of Exile и Blades of Avernum. Они представляли собой побочные продолжения упомянутых выше серий, но содержали инструменты, позволяющие создавать собственные игровые миры и разнообразные модификации игрового процесса.
- Состоящая из пяти игр серия Geneforge. Уникальной особенностью серии являлось то, что персонаж имел возможность создавать и включать в свою партию до семи различных существ, содействующих ему на протяжении игры. Также отличительной особенностью игр была нелинейность геймплея, множественность концовок и моральная неоднозначность выборов основных квестовых решений.
- Игра Nethergate, сюжет которой основан на истории Римской Британии с элементами фэнтези. Несколько лет спустя переработанная и графически улучшенная версия вышла под названием Nethergate: Resurrection.
- Состоящая из трёх игр серия Avadon. Действие происходит в совершенно новом игровом мире. По сравнению с последними играми серий Avernum и Geneforge, в Avadon были радикально переработаны графическое оформление и интерфейс, существенно изменена система навыков и умений персонажей и т. п. В июне 2011 года вышла версия Avadon для iPad, что стало новшеством для Spiderweb Software. Несколько позже игра также стала распространяться через Steam.
- Состоящая из трёх игр серия Queen's Wish. В этой серии необходимо расследовать дворцовые интриги, и устранять плохие последствия таковых.
- Состоящая из двух частей серия Subterra, в которой Spiderweb Software выступает со-автором и издателем.[1]

## Награды
- Exile II: Crystal Souls — 1995 «Shareware Game of the Year» (поощрительная премия), журнал MacUser
- Exile III: Ruined World — «Shareware Game of the Year», журнал Computer Gaming World
- Nethergate — «RPG of the Year» (поощрительная премия), журнал Computer Games Magazine
- Geneforge 4: Rebellion — «Indie RPG of the year», сайт GameBanshee

## Список игр (в хронологическом порядке)
- Avernum 2: Crystal Souls
- Avadon 2: The Corruption
- Avernum: Escape From the Pit
- Avadon: The Black Fortress
- Avernum 6
- Geneforge 5: Overthrow
- Avernum 5
- Nethergate: Resurrection
- Geneforge 4: Rebellion
- Avernum 4
- Geneforge 3
- Geneforge 2
- Geneforge
- Blades of Avernum
- Avernum 3
- Avernum 2
- Avernum

## Старые игры
- Blades of Exile (под GNU GPL 2)
- Nethergate[англ.]
- Blades of Exile
- Exile III: Ruined World
- Exile II: Crystal Souls
- Exile: Escape From the Pit

## Игры дляGNU/Linux
- Exile 3: Ruined World for Linux
- Avadon: The Black Fortress